# Consiglio dei ministri dei Paesi Bassi

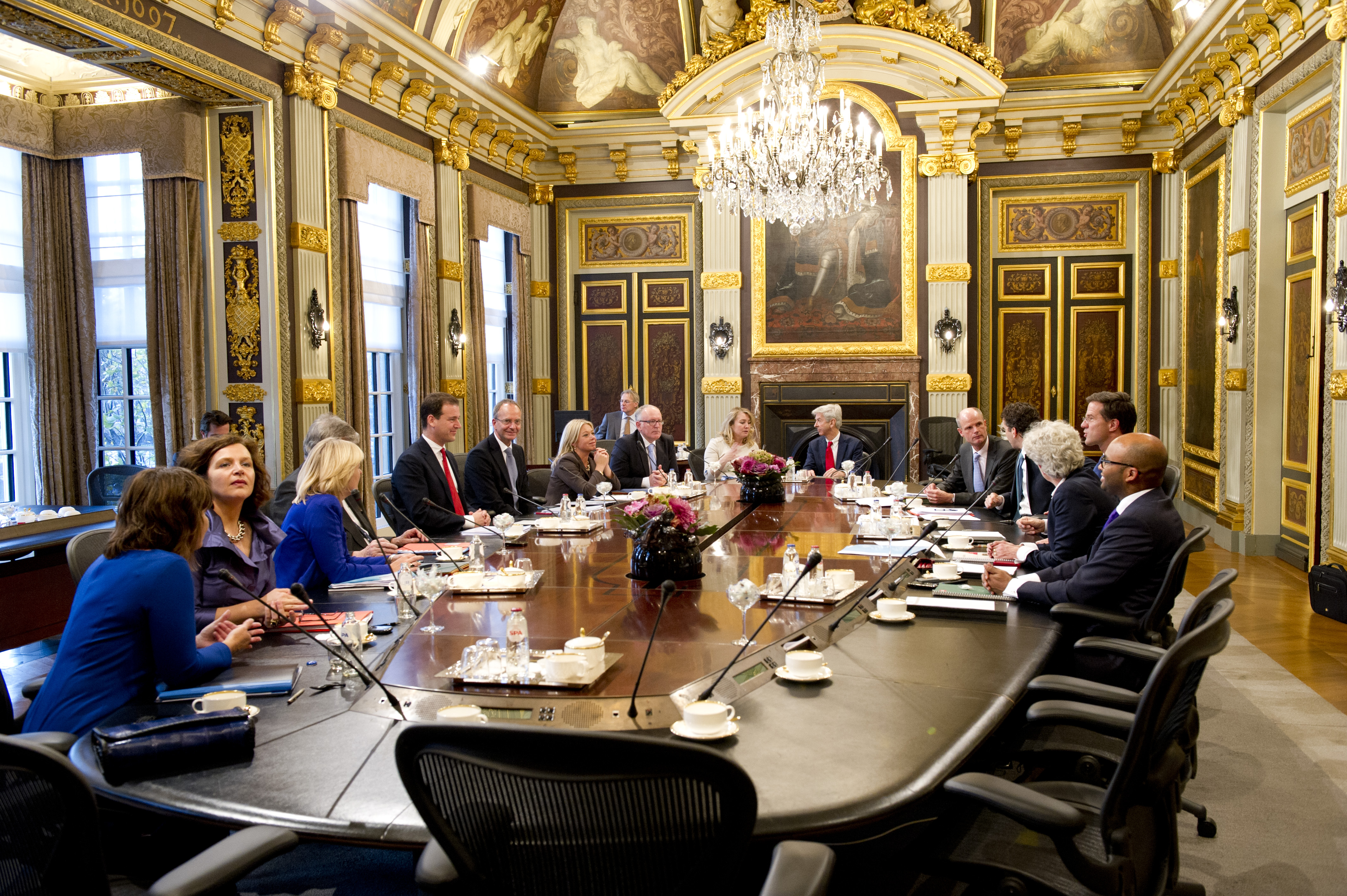
Primo incontro del Governo Rutte II nella Trêveszaal, 2012

Il Consiglio dei ministri (in olandese: Ministerraad) è il consiglio esecutivo del governo olandese, formato da tutti i ministri compreso il vice primo ministro. Il Consiglio dei ministri è distinto dal gabinetto che comprende anche i segretari di stato. I segretari di stato non partecipano al Consiglio dei ministri a meno che non venga loro richiesto di farlo e non hanno diritto di voto.
Il Consiglio dei ministri si riunisce ogni settimana di venerdì nel Trêveszaal (in italiano: sala dei trattati) del Binnenhof. Prende decisioni mediante la governance collegiale. Tutti i ministri, incluso il Primo ministro, sono (teoricamente) uguali. Questi incontri sono presieduti dal Primo ministro. Dietro le porte chiuse del Trêveszaal, i ministri possono discutere liberamente delle decisioni proposte ed esprimere la loro opinione su qualsiasi aspetto della politica del governo. Una volta presa una decisione dal Consiglio, tutti i singoli membri sono vincolati da essa e sono tenuti a sostenerla pubblicamente. Se un membro del gabinetto non è d'accordo con una decisione particolare, dovrà dimettersi. Generalmente vengono fatti molti sforzi per raggiungere il consenso relativo su qualsiasi decisione. Esiste un processo di voto in seno al Consiglio, ma non viene quasi mai utilizzato. Dopo ogni Consiglio dei ministri, il Primo ministro tiene una conferenza stampa a Nieuwspoort, oppure se viaggia all'estero o è inabile questa funzione spetta al Vice primo ministro.
Insieme al re, il Consiglio dei ministri forma il governo, noto anche come corona, che prende tutte le decisioni più importanti. In pratica il re non partecipa al processo decisionale quotidiano del governo, sebbene sia tenuto aggiornato dalle visite settimanali (lunedì) del Primo ministro. La Costituzione olandese non parla di gabinetto, ma solo del Consiglio dei ministri e del governo.